# Kazuyoshi Nomachi
Kazuyoshi Nomachi (野町 和嘉?, Nomachi Kazuyoshi; Mihara, 1946) è un fotografo giapponese.
Ha studiato fotografia con Takashi Kijima nel 1969. Pochi anni dopo ha iniziato la propria carriera come fotografo autonomo. Nel 1972 ha compiuto il suo primo viaggio nel Sahara, a cui ha dedicato la sua prima opera monografica. Prosegue le sue ricerche negli anni '80 seguendo il Nilo Bianco, dal delta fino all'Uganda, spostandosi poi sul Nilo Azzurro fino in Etiopia. Dal 1988 è nella Cina occidentale, dedicandosi in particolare al Tibet e al Buddhismo. La sua ricerca del sacro prosegue con un viaggio di cinque anni, dal 1995 al 2000 nelle città islamiche dell'Arabia Saudita. Al Gange e all'Induismo sono invece oggetto dei viaggi tra il 2004 e il 2008.
Nel 2013 gli è stata dedicata la sua prima mostra in Occidente, ospitata dal Centro La Pelanda del MACRO di Roma.

## Opere
- Sahara, Milano 1977.
- Sinai, Milano 1978.
- Il Nilo, Milano 1989.
- L'ultima Africa: un lungo viaggio nella Rift Valley, Milano 1996.
- La Mecca e Medina: le città sante dell'Islam, Vercelli 2004.
- Pellegrinaggio nell'anima del mondo. Trent'anni di grandi reportage, Vercelli 2005.